# Jan Władysław Suchodolec
Jan Władysław Suchodolec, poln. auch Suchodolski, später dt. auch von Suchodoletz (* 1687; † 1751 in Marienburg, Preußen Königlichen Anteils) war ein polnischer Baumeister, Geodät und Kartograf in preußischem Dienst.

## Leben
Suchodolec entstammte dem polnischen Adelsgeschlecht der Suchodoletz und war der Sohn des Ingenieurs und Kartografen Samuel Suchodolec (1649–1727) und der Elisabeth von Biberstein-Kasimirski (1658–1727).
Bereits in jungen Jahren unterstützte er seinen Vater bei dessen kartografischer Arbeit. Am 25. Oktober 1708 nahm er ein Studium an der Brandenburgischen Universität Frankfurt auf. In den Jahren von 1732 bis 1739 stand er im Dienst des „Soldatenkönigs“ Friedrich Wilhelm I.

## Werke
- „Carte des Königreichs Preussen. Worauf nicht allein die Provincien mit besonderen Farben, sondern auch die Districte mit Schattirung und die Aembter mit einfach gezogenen Linien separiret sind auf Sr. Königl. Majest. allergnädigsten Befehl zusammengetragen und gefertiget. Anno 1733 durch Joh[ann] Suchodoletz; Ober Teich-Inspect. des Königr. Preussen.“
- Gegründete Nachricht von denen in dem Königreich Preussen befindlichen Längen- und Feld-Maassen. Königsberg 1772 (online).